# Ochodaeus xanthomelas
Ochodaeus xanthomelas es una especie de coleóptero de la familia Ochodaeidae.

## Distribución geográfica
Habita en Tonkin, Laos y China.